# Kyndil
Kyndil er en Færøsk håndboldklub i Tórshavn, der blev etableret den 10. marts 1956. Kyndil har hold i mændenes og kvindernes bedste rækker, klubben har også flere hold i alle aldergrupper for børn og unge, for både piger og drenge, og i lavere rækker for voksne. Mændenes hold er Færøernes mest vindende hold i håndboldens Færøturnering, de har vundet færømesterskabet 30 gange. Damernes hold har vundet færømesterskabet 6 gange, sidste gang i 2013/14. Den færøske håndboldspiller Jóhan á Plógv Hansen startede sin håndboldkarriere hos Kyndil.

## Eksterne links
- Officiel hjemmeside

| Sport | Spire Denne artikel om sport er en spire som bør udbygges. Du er velkommen til at hjælpe Wikipedia ved at udvide den. |